# Luogang (tidigare stadsdistrikt)
Luogang är ett tidigare stadsdistrikt i provinshuvudstaden Guangzhou i  provinsen Guangdong i sydöstra Kina. År 2014 införlivades Luogang i stadsdistriktet Huangpu.